# Les grans banyistes (Cézanne, Londres)
Les grans banyistes és un quadre del pintor francès Paul Cézanne. Està realitzat en oli sobre llenç. El quadre es troba a la National Gallery de Londres, al Regne Unit, exhibit amb el nom de Bathers (Les Grandes Baigneuses). Va ser adquirit el 1964 gràcies a l'ajuda especial de la Max Rayne Foundation.
Cézanne va pintar banyistes més d'un cop, renovant el de la dona en el bany, fent d'ell una construcció moderna. Així ho va fer a partir de la dècada del 1870, en quadres en què els personatges es fonen amb la natura que els rodeja: Banyistes (1874-1875, Nova York), Tres banyistes (1879-1882, París), Cinc banyistes (1885-1887, Basilea), Gran banyista (1885-1887, París).
Les versions posteriors del mateix tema són de mides més grans i en ells s'exalta la forma geomètrica i el color com es mostra en aquest quadre o en Els banyistes de la Barnes Foundation (Merion, Pennsilvània), i Les grans banyistes de Filadèlfia.
EL tractament que dona a les figures despullades en un paisatge és completament diferent al dels mestres de segles precedents, com Ticià o Poussin. No es tracta aquó de figures mitològiques o literàries. Tampoc no les representa segons els cànons de l'anatomia tradicional. Pinta les banyistes en diverses postures: unes dretes, altres sentades, altres tumbades. Els cossos i les postures estan reduïts a elements vius que estan ja propers a l'abstracció, i el mateix es pot aplicar al paisatge. Les banyistes s'integren en la natura que les rodeja.